# Braqueurs (série télévisée)
Pour les articles homonymes, voir Braqueurs.
Braqueurs : la série est une série télévisée française, créée par Hamid Hlioua et Julien Leclercq, d'après le film du même nom sorti en 2015. Elle est diffusée sur Netflix depuis le 24 septembre 2021. 
Sami Bouajila, présent dans le film, incarne ici un tout autre personnage. Devant le succès de la série, Netflix annonce une saison 2, disponible sur la plateforme dès le 17 février 2023.

## Synopsis
En Belgique, Shaïnez et son amie Liana se sont fait passer pour des escorts et ont dépouillé un client dans un hôtel. Pensant prendre de l'argent, elles ont en réalité emporté un sac rempli de drogue. Elles ignorent que leur « client » est l'homme de main d’un puissant trafiquant. Pour se venger, ce dernier kidnappe Shaïnez. Son oncle, Mehdi, va alors être contraint de réaliser un casse pour la sauver. Il doit braquer un entrepôt rempli de drogue. Mehdi va notamment faire équipe avec Liana,.

## Distribution

### Personnages principaux
- Sami Bouajila : Mehdi Belhadj (saisons 1 et 2)
- Tracy Gotoas : Liana (saisons 1 et 2)
- Samuel Jouy : Tony (saisons 1 et 2)
- Salim Kechiouche : Saber Djebli (saisons 1 et 2)
- Nabiha Akkari : Sofia Djebli (saisons 1 et 2)
- Geert Van Rampelberg : Chris de Wit (saisons 1 et 2)
- Carlos Schram : Carlos (saisons 1 et 2)

### Personnages récurrents
- Carole Weyers : Danique (saison 1)
- Sofia Lesaffre : Shaïnez (saison 1)
- Noureddine Farihi : Hassan Djebli (saison 1)
- Lubna Azabal : Anissa (saison 1)
- Corentin Lobet: Boyz (saison 1)
- Bakary Diombera : Modi (saison 1)
- Frank Onana : Kylian (saison 1)
- Kevin Mischel : Jordan (saison 1)
- Alka Matewa : Arnaud (saison 1)
- Clément Manuel : Antoine (saison 1)
- Sam Kalidi : Momo (saison 1)
- Martin Loizillon : Virgile (saisons 1 et 2)
- Bérangère McNeese : Coralie (saisons 1 et 2)
- Aron Kto : Nahel (saisons 1 et 2)
- Frédéric Clou : Bunseen (saison 1)
- Lola Le Lann : Kelly (saison 2)
- Michaël Erpelding : Rayane (saison 2)
- Léone François : Valéria (saison 2)
- Astrid Whettnall : commissaire Herman (saison 2)
- Joaquim de Almeida : procureur Almeida (saison 2)
- Redouane Behache : cousin de saber (saison 2)
- Vincent Londez : Rick (saison 2)
- Erico Salamone : Jan (saison 2)
- Gaëtan Lejeune : Julien Leclerc, patron du syndicat des dockers (saison 2)
- Edwige Baily : maître Lemaire, avocate de mehdi (saison 2)
- Maïmouna Omari : Dounia (saison 2)
- Loriane Klupsch : Isabelle Herman (saison 2)
- Juan Bernardo Martinez : émissaire du cartel (saison 2)
- Martin Verset : Milhan (saison 2)
- Rodolfo de Souza : Hernandez, chef du cartel (saison 2)
- Marvin Schlick : Javier Hernandez (saison 2)
- Léna Dalem : La nounou (saison 2)
- Paps Touré : Le chauffeur (saison 2)
- Karim Chihab : employé de l'incinérateur (saison 2)
- Ronald Beurms : propriétaire du bateau (saison 2)
- Jérémie Petrus : Le collègue de Kelly (saison 2)
- Vadiel Gonzalez Lardued : tueur 2 (saison 2)
- Rafael Espinel : tueur 3 (saison 2)
- Claudio Godoy : tueur 4 (saison 2)
- Juan Camilo Zapata Restrepo : tueur 5 (saison 2)
- Edwin Gillet: Ouvrier Incinérateur (saison 2)

## Production

### Tournage
Le tournage a lieu en Belgique pendant 80 jours. Il a notamment lieu en octobre 2020 à Woluwe-Saint-Pierre.

### Fiche technique
Sauf indication contraire, les informations mentionnées dans cette section peuvent être confirmées par la base de données cinématographiques IMDb,  présente dans la section « Liens externes ».
- Création : Julien Leclercq et Hamid Hlioua, d'après le film Braqueurs
- Réalisation : Julien Leclercq
- Photographie : Wim Vanswijgenhoven
- Coordination des cascades : Jérôme Gaspard
- Production : Julien Leclercq et Julien Madon
- Sociétés de production : Labyrinthe Films, Umedia[5] et Netflix
- Genres : action, policier, casse
- Durée : environ 45 minutes par épisode